# Anémone Marmottan
Anémone Marmottan, née le 25 mai 1988 à Bourg-Saint-Maurice, est une skieuse alpine française, licenciée au club des sports de Val d'Isère.
Pour sa première participation aux Jeux olympiques, elle s'empare de la 11e place du slalom géant à Vancouver le 26 février 2010. En fin de saison aux Menuires, elle devient championne de France de slalom géant.
Le 16 février 2011, elle devient championne du monde par équipe à l'occasion de l'épreuve par équipes où la France gagne contre l'Autriche en finale.

## Parcours
Lors de la saison 2009-2010, elle participe à ses premiers géants et slalom de Coupe du monde. Elle obtient sa meilleure place lors d'un slalom à Lienz (13e).
La saison 2010-2011 marque l'entrée d'Anémone dans ses premiers top 10. Elle termine notamment 4e des Géants de StMoritz et Arber. Par la suite elle termine à une encourageante 14e place lors des Championnats du monde de ski alpin 2011 à Garmisch-Partenkirchen (Allemagne). Elle fait également partie de l'équipe de France qui remporte le titre de Champion du monde par équipe en participant à la finale.
La saison 2011-2012 marque une stagnation dans la progression d'Anémone, puisqu'elle n'obtient que la 7e place comme meilleur résultat et son total de point au classement général est en diminution par rapport à la saison précédente.
Lors de la saison 2012-2013, elle éprouve également des difficultés à se qualifier pour les secondes manches des Géants, mais finit la saison sur des bonnes notes, en terminant 7e à Maribor et surtout 5e à Ofterschwang.
Lors de la saison 2013-2014, Anémone Marmottan signe son premier podium en Coupe du monde sur le géant d'Åre en finissant seconde, derrière Anna Fenninger.
Lors du slalom géant des Championnats du monde 2015, Marmottan dispose de temps intermédiaires lui permettant de figurer parmi les meilleures durant la première manche. Elle sort cependant du tracé en fin de manche et se blesse à cette occasion à son genou droit. Touchée à son ménisque, elle subit également une rupture du ligament croisé antérieur à cette articulation.
Elle met un terme à sa carrière en mai 2016.

## Palmarès

### Jeux olympiques d'hiver
| Épreuve / Édition | Vancouver 2010 | Sotchi 2014 |
| Slalom géant      | 11e            | 8e          |
| Slalom            | -              | 13e         |

### Championnats du monde
| Épreuve / Édition | Garmisch-Partenkirchen 2011 | Schladming 2013 | Vail - Beaver Creek 2015 |
| Slalom géant      | 14e                         | Abandon         | Abandon                  |
| Par équipes       | Or                          | -               | 5e                       |

### Coupe du monde
- Meilleur classement général : 25e en 2014.
- 1 podium.

#### Classements détaillés
| Saison / Épreuve | Saison / Épreuve | Général | Général | Descente | Descente | Slalom | Slalom | Slalom géant | Slalom géant | Super G | Super G | Combiné | Combiné |
| ---------------- | ---------------- | ------- | ------- | -------- | -------- | ------ | ------ | ------------ | ------------ | ------- | ------- | ------- | ------- |
| Saison / Épreuve | Saison / Épreuve | Class.  | Points  | Class.   | Points   | Class. | Points | Class.       | Points       | Class.  | Points  | Class.  | Points  |
| 2010             | 2010             | 70e     | 74      | -        | -        | 33e    | 35     | 31e          | 39           | -       | -       | -       | -       |
| 2011             | 2011             | 34e     | 186     | -        | -        | 44e    | 18     | 11e          | 166          | -       | -       | 43e     | 2       |
| 2012             | 2012             | 58e     | 127     | -        | -        | -      | -      | 18e          | 127          | -       | -       | -       | -       |
| 2013             | 2013             | 47e     | 162     | -        | -        | 44e    | 23     | 18e          | 139          | -       | -       | -       | -       |
| 2014             | 2014             | 25e     | 274     | -        | -        | 42e    | 13     | 6e           | 261          | -       | -       | -       | -       |
| 2015             | 2015             | 71e     | 56      | -        | -        | -      | -      | 26e          | 56           | -       | -       | -       | -       |
| 2016             | 2016             | 87e     | 42      | -        | -        | -      | -      | 33e          | 42           | -       | -       | -       | -       |

### Championnats de France

#### Elite
- Championne de France de slalom géant en 2010 et 2013.
- Vice-championne de France de slalom en 2013 et 2014.

#### Jeunes
1 titre de Championne de France (après 2005)